# Narycia malacodepta
Narycia malacodepta is een vlinder uit de familie van de zakjesdragers (Psychidae). De wetenschappelijke naam van deze soort is voor het eerst voorgesteld door Edward Meyrick in een publicatie uit 1933.
De soort komt voor in Oeganda.